# Musiques des Andes
Musiques des Andes - flash back es un álbum de estudio de Los Calchakis grabado en 2012 donde vuelve a intervenir Ana María Miranda (Huaÿta), compañera del director H. Miranda y que llevaba más de 40 años sin cantar con Los Calchakis.
Además de interpretar temas nuevos, el grupo interpreta nuevas versiones de temas del pasado, especialmente de los años 60 cuando el dúo Miranda cantaba los temas de Los Calchakis en sus primeros trabajos discográficos.

## Lista de canciones
| N.º | Título                     | Música                                                         | Duración |  |
| 1.  | «Quirpa llanera»           | de Les Andes à París (Recital folklorique sud-americaine) 1961 |          |  |
| 2.  | «Llama del altiplano»      | de En Bolivie avec Los Calchakis 1964                          |          |  |
| 3.  | «Arroyito campesino»       | de Cordillere des Andes 1967                                   |          |  |
| 4.  | «El huaynito»              | P. Urquiza                                                     |          |  |
| 5.  | «Quisiera ser tu guitarra» | B. Villagra y A. Zárate                                        |          |  |
| 6.  | «Palomita torcacita»       | de Au Perou avec Los Calchakis 1965                            |          |  |
| 7.  | «Danzante de la ausencia»  | Jorge Enrique Adoum y Gerardo Guevara                          |          |  |
| 8.  | «La llamerada»             | de En Bolivie avec Los Calchakis 1964                          |          |  |
| 9.  | «Playa grande»             | de Les Andes à París (Recital folklorique sud-americaine) 1961 |          |  |
| 10. | «Canción de Cuna Andina»   | Tradicional peruana de Au Perou avec Los Calchakis 1965        |          |  |
| 11. | «Camino del arenal»        | Chango Rodríguez                                               |          |  |
| 12. | «Luna huinca»              | P. Urquiza                                                     |          |  |
| 13. | «Chacarera decimal»        | H. Miranda y P. Urquiza                                        |          |  |
| 14. | «Quien te amaba ya se va»  | folklore                                                       |          |  |
| 15. | «Dos corazones»            | Francisco Flores del Campo                                     |          |  |

## Integrantes
- Héctor Miranda
- Ana María Miranda
- Pablo Urquiza